# Andy Summers
Andrew James Summers, detto Andy (Poulton-le-Fylde, 31 dicembre 1942), è un chitarrista e compositore britannico, ex membro dei Police.

## Biografia
Nato Andrew James Somers (successivamente cambiò il cognome in Summers) e cresciuto a Bournemouth, nota località turistica della costa meridionale dell'Inghilterra, Summers cominciò suonando la chitarra jazz nei locali della zona: l'orchestra del Majestic Hotel di Bournemouth fu il suo ultimo ingaggio locale: quando lo lasciò per recarsi a Londra, il suo posto fu preso da Robert Fripp, quattro anni più giovane di lui. Una volta nella capitale, la sua carriera negli studi di registrazione iniziò, negli anni sessanta, come chitarrista per la Zoot Money's Big Roll Band e per la sua seguente incarnazione psichedelica, i Dantalian's Chariot. Alla fine del decennio si unì a Eric Burdon e The New Animals, con cui incise l'album Love Is. Per il resto, fino alla prima metà degli anni settanta lavorò principalmente come turnista, suonando con Soft Machine, Neil Sedaka, Joan Armatrading, Kevin Ayers, Kevin Coyne, Tim Rose e Jon Lord e Mike Howlett.
La svolta nella sua carriera avvenne nel 1977 quando entrò in The Police, fra i più popolari gruppi di musica rock a cavallo fra la fine degli anni settanta e i primi anni ottanta. Il suo talento chitarristico caratterizzò non poco lo stile della band, anche in singoli di successo come Message in a Bottle, Don't Stand So Close to Me e Every Breath You Take.

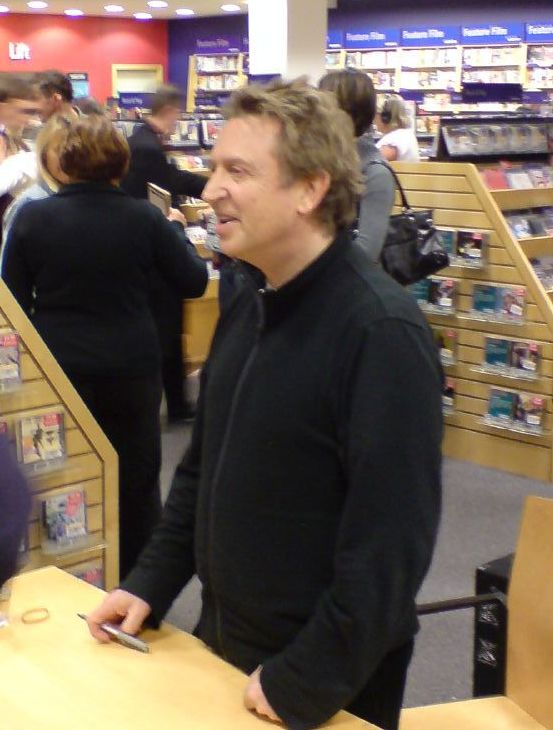
Andy Summers

Dopo lo scioglimento definitivo dei Police nel 1986, Summers si dedicò alla carriera da solista, pubblicando numerosi dischi da solo o in collaborazione con altri musicisti tra cui John Etheridge, Vinnie Colaiuta, Robert Fripp, Herbie Hancock, Brian Auger, Eliane Elias, Tony Levin, Ginger Baker, Deborah Harry, Q-Tip, e Sting. Ha anche curato un video didattico per chitarra in due parti, per la serie Hot Licks.
Tra i vari lavori musicali di Summers ci sono partiture per musica da film, come Su e giù per Beverly Hills e Weekend con il morto. Si è anche esibito in trasmissioni televisive notturne come band leader e compositore per il primo talk show dell'attore/comico Dennis Miller. Come attore è stato ospite in un episodio della serie televisiva The Hitchhiker e ha avuto una piccola parte nella commedia Non dirmelo... non ci credo, con Gene Wilder e Richard Pryor.
Nel marzo del 2003, Summers, Sting e il batterista Stewart Copeland si riunirono per l'introduzione dei Police nella Rock and Roll Hall of Fame. Più tardi in quello stesso anno, Summers pubblicò il suo decimo album solista, "Earth & Sky".
Dal 2007 al 2008 è stato di nuovo in tour con i Police.
Nel 2011 esce in Italia la sua autobiografia One Train Later, Galaad Edizioni, traduzione di Michele Piumini, ISBN 9788895227498 (Originale: One Train Later, 2006).
Nel 2012 è uscito un documentario ispirato alla sua biografia intitolato Can't Stand Losing You: Surviving The Police.
Nel 2023 esce in Italia la raccolta di racconti Giù di corda. Racconti fuori tempo, Ed. Sagoma, traduzione di Michele Piumini, ISBN 9788865061725 (Originale: Fretted and Moaning, 2021).

## Discografia

### Da solista
- 1982 - I Advance Masked (con Robert Fripp)
- 1984 - Bewitched (con Robert Fripp)
- 1987 - XYZ
- 1988 - Mysterious Barricades
- 1989 - The Golden Wire
- 1990 - Charming Snakes
- 1991 - World Gone Strange
- 1993 - Invisible Threads (con John Etheridge)
- 1995 - Synathestesia
- 1997 - The Last Dance Of Mr X
- 1998 - A Windham Hill Retrospective
- 1998 - Strings Of Desire (con Victor Biglione)
- 1999 - Green Chimneys
- 2000 - Peggy's Blue Skylight
- 2002 - Earth & Sky
- 2004 - The X Tracks
- 2005 - Splendid Brazil (con Victor Biglione)
- 2007 - First You Build A Cloud (con Ben Verdery)
- 2012 - Fundamental (con Fernanda Takai)
- 2015 - Metal Dog
- 2017 - Triboluminescence
- 2021 - Harmonics of the Night

### Con The Police
- 1978 - Outlandos d'Amour
- 1979 - Reggatta de Blanc
- 1980 - Zenyatta Mondatta
- 1981 - Ghost in the Machine
- 1983 - Synchronicity
- 1986 - Every Breath You Take: the Singles
- 1992 - Greatest Hits
- 1993 - Message In A Box
- 1995 - Live!
- 1997 - The Very Best of Sting & The Police
- 1997 - Police Academy (1977)
- 2007 - The Police
- 2008 - Certifiable: Live in Buenos Aires